# Mésange de Chine
Parus minor
Espèce
Répartition géographique
La mésange de Chine (Parus minor) est une espèce de passereaux de la famille des paridés.

## Description

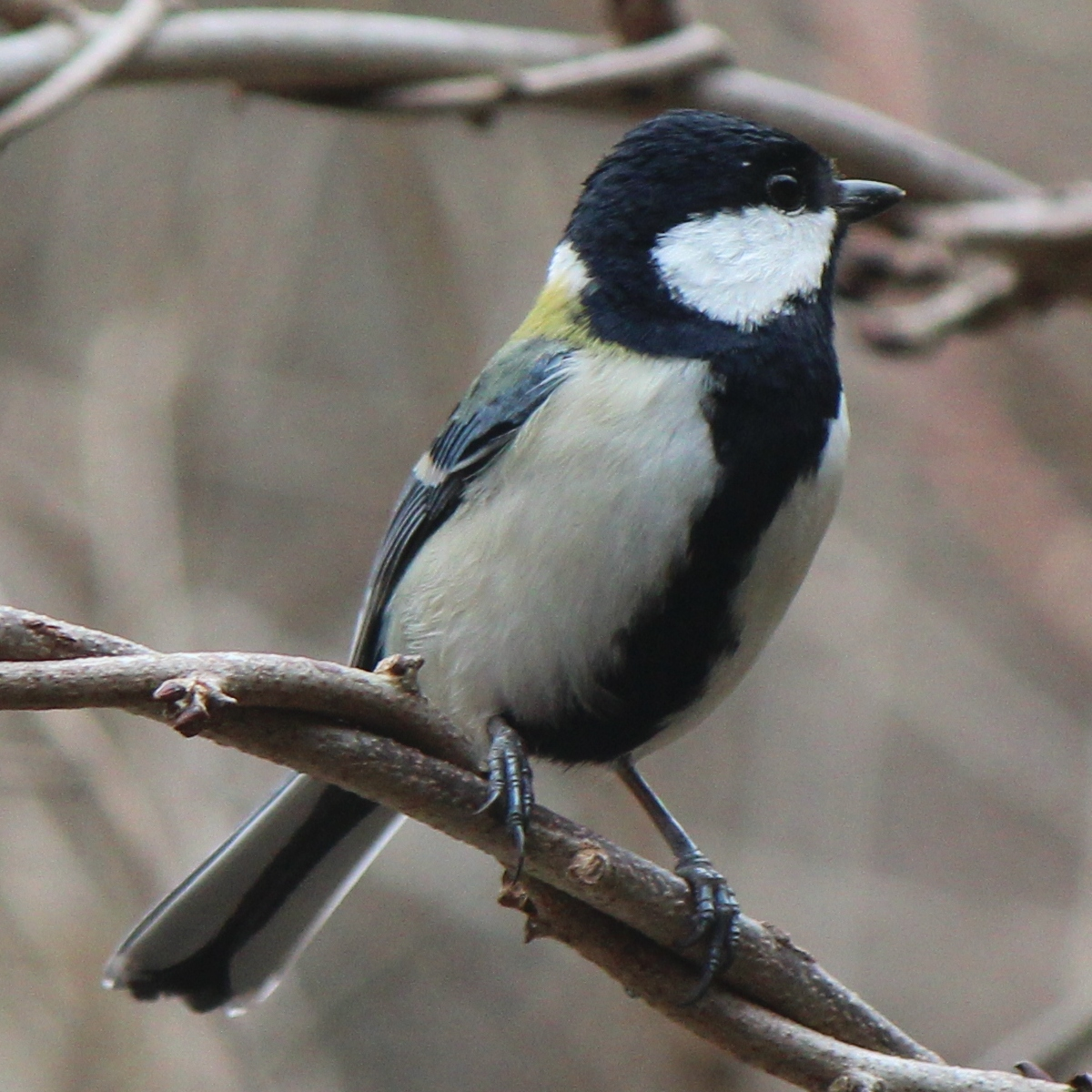
Une mésange de Chine, mâle.

La mésange de Chine est un petit oiseau au bec noir effilé et à la queue allongée, mais de taille relativement importante par rapport aux autres espèces de mésanges. Elle possède une tête noire avec des oreillettes blanches étendues. Le ventre est blanchâtre, avec une bande centrale noire plus large chez le mâle que chez la femelle, et continue de la gorge à la queue.
Elle est très similaire à la mésange charbonnière et à la mésange indienne mais s'en distingue par la combinaison d'un manteau teinté d'olive et la zone ventrale blanchâtre.

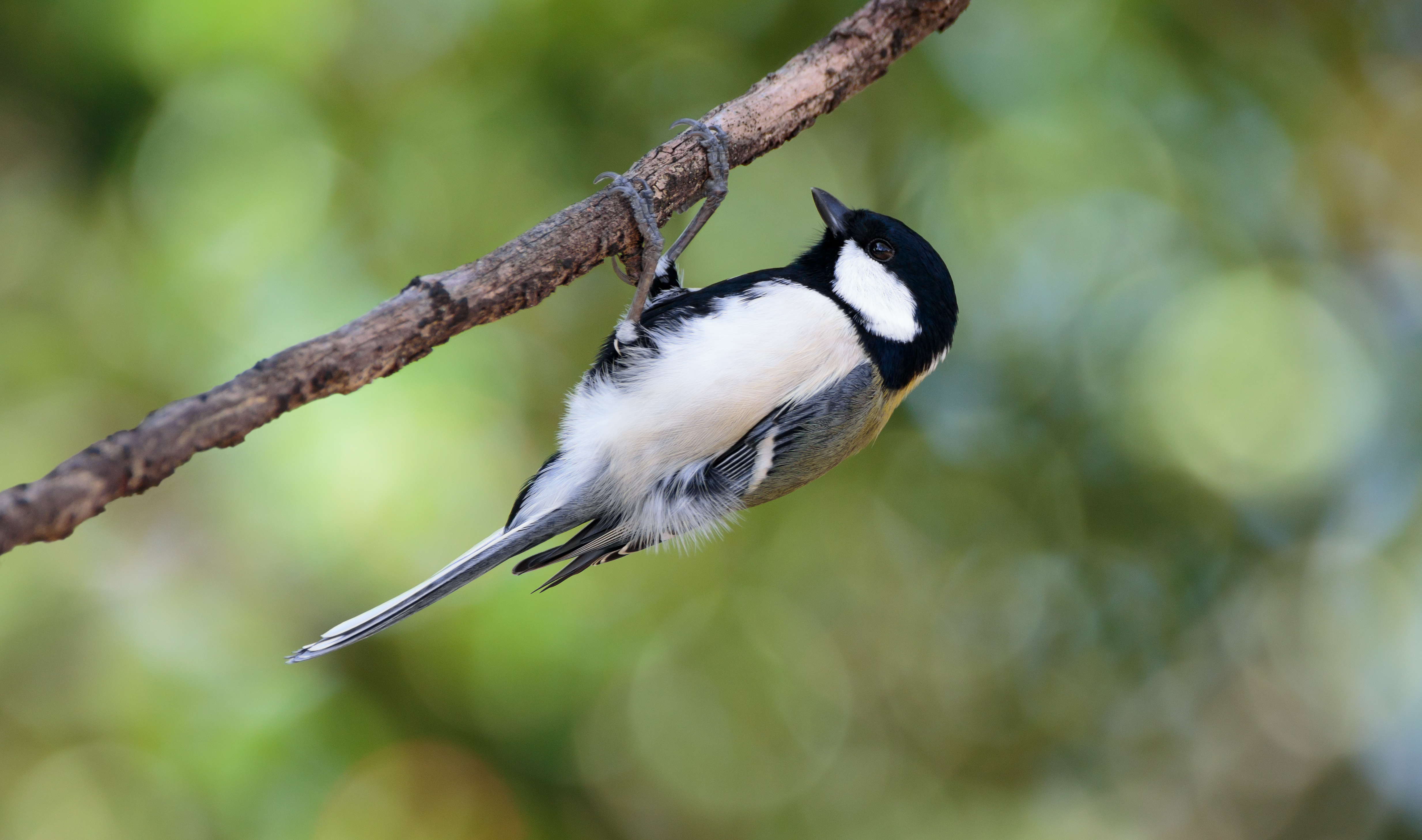
Une mésange de Chine, à Suita, Japon. Décembre 2016.

## Répartition
Cet oiseau est répandu à travers l'Asie de l'Est.